# Лівонська конфедерація

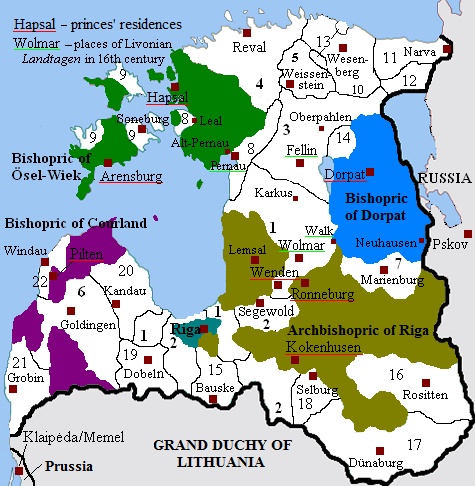
Землі конфедерації (1534):
Дерптське єпископство
Езель-Віцьке єпископство
Курляндське єпископство
Лівонський орден
Рига
Ризьке архієпископство

Ліво́нська конфедера́ція — у 1435—1561 роках католицький військово-політичний союз князівств-єпископств, Лівонського ордену та міст-держав Риги і Ревеля на території Старої Лівонії.

## Історія
Після поразки Тевтонського ордену під Грюнвальдом у 1410 році його лівонське ландмайстерство стало фактично самостійним. Щоб врегулювати його відносини з іншими державними утвореннями на території Лівонії, у 1419 р. за ініціативою ризького архієпископа Йоганна Амбундія у Валзі був створений ландтаг — перший представницький орган лівонських земель. Депутатами ландтагу були представники ландмайстерства, чотирьох єпископств і ганзейських міст.
1 вересня 1435 року у битві під Вількомиром загинув ландмайстер Франк фон Кірскорф і провідні лівонські лицарі. Скориставшись цим, представники єпископств і міст домоглися нового перегляду відносин з Орденом. 4 грудня 1435 року у Валзі була підписана угода (eiine fruntliche eyntracht) про створення Лівонської конфедерації. До її складу увійшли ландмайстерство, Ризьке архієпископство, Дерптське єпископство, Езель-Віцьке єпископство  і єпископство Курляндське. Ландтаг перетворився на представницький орган конфедерації, а її керівником — за посадою — став ландмайстер.
З 1471 східним сусідом Лівонської конфедерації стала Московська держава. Внаслідок війни 1480-1481 рр. Лівонія змушена була піти на суттєві поступки Івану III. Завдяки союзу з Литвою війна 1501–1503 рр. була вдалішою. Проте наступна — Лівонська війна (1558—1582) завершилася для конфедерації катастрофою.
Єпископство Дерпт було захоплене московитами і ліквідоване у 1558 році. Езельський єпископ поквапився продати землі свого єпископства за 30 000 талерів данському королю Фредеріку II (1559). 28 листопада 1561 року ландмайстер Готтгард Кеттлер підписав у Вільні угоду з Сигізмундом II, згідно з якою частина земель ландмайстерства передавалася Литві, а на інших створювалося світське Герцогство Курляндське і Семигальське, герцогом якого став сам Кетлер. Наступного року владу Сигізмунда II — від імені всієї конфедерації — визнав і лівонський ландтаг.